# Tatiana Eva-Marie
Tatiana Eva-Marie es una cantante nacida en  Suiza y radicada en Brooklyn, que canta swing al estilo de los años 1930 y gypsy jazz.
Se mudó de París a Nueva York y formó Avalon Jazz Band.
Su manera de cantar ha sido comparada a las vocalistas de jazz Cyrille Aimée y Cécile McLorin Salvant. Incluso su banda llegó a compartir el escenario con la cantante y pianista Norah Jones.
 

Es hija de los músicos Louis Crelier, compositor de bandas sonoras, y Anna Maria, violinista clásica, con quienes creció entre Francia y Suiza.